# Gran Premi d'Àustria del 2022
El Gran Premi d'Àustria de Fórmula 1, l'onzena cursa de la temporada 2022, es disputà al Red Bull Ring, a Spielberg, Àustria entre els dies 08 i 10 de juliol de 2022.
Aquest gran premi fou el segon de la temporada que comptà amb la qualificació esprint, la cursa classificatòria que definirà les posicions dels pilots a la graella de sortida de la cursa.

## Qualificació
La qualificació per la cursa classificatòria es va celebrar el dia 08 de juliol.
| Pos.               | Nº | Pilot            | Equip/Motor           | Part 1   | Part 2   | Part 3   | Graella |
| ------------------ | -- | ---------------- | --------------------- | -------- | -------- | -------- | ------- |
| 1                  | 1  | Max Verstappen   | Red Bull-RBPT         | 1:05.852 | 1:05.374 | 1:04.984 | 1       |
| 2                  | 16 | Charles Leclerc  | Ferrari               | 1:05.419 | 1:05.287 | 1:05.013 | 2       |
| 3                  | 55 | Carlos Sainz Jr. | Ferrari               | 1:05.660 | 1:05.576 | 1:05.066 | 3       |
| 4                  | 63 | George Russell   | Mercedes              | 1:06.235 | 1:05.697 | 1:05.431 | 4       |
| 5                  | 31 | Esteban Ocon     | Alpine-Renault        | 1:06.468 | 1:05.993 | 1:05.726 | 5       |
| 6                  | 20 | Kevin Magnussen  | Haas-Ferrari          | 1:06.366 | 1:05.894 | 1:05.879 | 6       |
| 7                  | 47 | Mick Schumacher  | Haas-Ferrari          | 1:06.405 | 1:06.151 | 1:06.011 | 7       |
| 8                  | 14 | Fernando Alonso  | Alpine-Renault        | 1:06.016 | 1:06.082 | 1:06.103 | 8       |
| 9                  | 44 | Lewis Hamilton   | Mercedes              | 1:06.079 | 1:05.475 | 1:13.151 | 9       |
| 10                 | 10 | Pierre Gasly     | AlphaTauri-RBPT       | 1:06.589 | 1:06.160 |          | 10      |
| 11                 | 23 | Alexander Albon  | Williams-Mercedes     | 1:06.516 | 1:06.230 |          | 11      |
| 12                 | 77 | Valtteri Bottas  | Alfa Romeo-Ferrari    | 1:06.442 | 1:06.319 |          | 12      |
| 13                 | 11 | Sergio Pérez     | Red Bull-RBPT         | 1:06.143 | 1:06.458 | S/temps1 | 13      |
| 14                 | 22 | Yuki Tsunoda     | AlphaTauri-RBPT       | 1:06.463 | 1:06.851 |          | 14      |
| 15                 | 4  | Lando Norris     | McLaren-Mercedes      | 1:06.330 | 1:25.847 |          | 15      |
| 16                 | 3  | Daniel Ricciardo | McLaren-Mercedes      | 1:06.613 |          |          | 16      |
| 17                 | 18 | Lance Stroll     | Aston Martin-Mercedes | 1:06.847 |          |          | 17      |
| 18                 | 24 | Guanyu Zhou      | Alfa Romeo-Ferrari    | 1:06.901 |          |          | 18      |
| 19                 | 6  | Nicholas Latifi  | Williams-Mercedes     | 1:07.003 |          |          | 19      |
| 20                 | 5  | Sebastian Vettel | Aston Martin-Mercedes | 1:07.083 |          |          | 20      |
| 107%Temps:1:09.998 |    |                  |                       |          |          |          |         |
| Font:              |    |                  |                       |          |          |          |         |

Notes
- ^1  – Sergio Pérez fou classificat en quart lloc, però els seus temps de la Q3 van ser eliminats per excedir els límits de pista a la segona sessió classificatòria. Per això, en la cursa classificatòria va sortir en la posició 13.[5]

## Cursa classificatòria
La cursa classificatòria fou el dia 09 de juliol.
| Pos.  | Nº | Pilot            | Equip/Motor           | Voltes | Temps/Retirada | Graella | Punts |
| ----- | -- | ---------------- | --------------------- | ------ | -------------- | ------- | ----- |
| 1     | 1  | Max Verstappen   | Red Bull-RBPT         | 23     | 26:30.059      | 1       | 8     |
| 2     | 16 | Charles Leclerc  | Ferrari               | 23     | +1.675         | 2       | 7     |
| 3     | 55 | Carlos Sainz Jr. | Ferrari               | 23     | +5.644         | 3       | 6     |
| 4     | 63 | George Russell   | Mercedes              | 23     | +13.429        | 4       | 5     |
| 5     | 11 | Sergio Pérez     | Red Bull-RBPT         | 23     | +18.302        | 13      | 4     |
| 6     | 31 | Esteban Ocon     | Alpine-Renault        | 23     | +31.032        | 5       | 3     |
| 7     | 20 | Kevin Magnussen  | Haas-Ferrari          | 23     | +34.539        | 6       | 2     |
| 8     | 44 | Lewis Hamilton   | Mercedes              | 23     | +35.447        | 9       | 1     |
| 9     | 47 | Mick Schumacher  | Haas-Ferrari          | 23     | +37.163        | 7       |       |
| 10    | 77 | Valtteri Bottas  | Alfa Romeo-Ferrari    | 23     | +37.557        | 12      | 1     |
| 11    | 4  | Lando Norris     | McLaren-Mercedes      | 23     | +38.580        | 15      |       |
| 12    | 3  | Daniel Ricciardo | McLaren-Mercedes      | 23     | +39.738        | 16      |       |
| 13    | 18 | Lance Stroll     | Aston Martin-Mercedes | 23     | +48.241        | 17      |       |
| 14    | 24 | Guanyu Zhou      | Alfa Romeo-Ferrari    | 23     | +50.753        | 18      |       |
| 15    | 10 | Pierre Gasly     | AlphaTauri-RBPT       | 23     | +52.125        | 10      |       |
| 16    | 23 | Alexander Albon  | Williams-Mercedes     | 23     | +52.4122       | 11      |       |
| 17    | 22 | Yuki Tsunoda     | AlphaTauri-RBPT       | 23     | +54.556        | 14      |       |
| 18    | 6  | Nicholas Latifi  | Williams-Mercedes     | 23     | +1:08.694      | 19      |       |
| 19    | 5  | Sebastian Vettel | Aston Martin-Mercedes | 21     | +2 voltes      | 20      |       |
| Ret   | 14 | Fernando Alonso  | Alpine-Renault        | 0      | No va llargar  | 8       |       |
| Font: |    |                  |                       |        |                |         |       |

Notes
- ^1  – Valtteri Bottas va ser penalitzat a sortir del final de la graella de la cursa per canviar el motor del seu monoplaça.
- ^2  – Alexander Albon va ser penalitzat amb cinc segons per forçar un altre pilot a sortir de la pista.

## Cursa
La cursa es va celebrar el dia 10 de juliol, amb els següents resultats: 
| Pos.                                                                     | Nº | Pilot            | Equip                 | Voltes | Temps/Retirada | Graella | Punts |
| ------------------------------------------------------------------------ | -- | ---------------- | --------------------- | ------ | -------------- | ------- | ----- |
| 1                                                                        | 16 | Charles Leclerc  | Ferrari               | 71     | 1:24:24.312    | 2       | 25    |
| 2                                                                        | 1  | Max Verstappen   | Red Bull-RBPT         | 71     | +1.532         | 1       | 191   |
| 3                                                                        | 44 | Lewis Hamilton   | Mercedes              | 71     | +41.217        | 8       | 15    |
| 4                                                                        | 63 | George Russell   | Mercedes              | 71     | +58.972        | 4       | 12    |
| 5                                                                        | 31 | Esteban Ocon     | Alpine-Renault        | 71     | +1:08.436      | 6       | 10    |
| 6                                                                        | 47 | Mick Schumacher  | Haas-Ferrari          | 70     | +1 volta       | 9       | 8     |
| 7                                                                        | 4  | Lando Norris     | McLaren-Mercedes      | 70     | +1 volta       | 10      | 6     |
| 8                                                                        | 20 | Kevin Magnussen  | Haas-Ferrari          | 70     | +1 volta       | 7       | 4     |
| 9                                                                        | 3  | Daniel Ricciardo | McLaren-Mercedes      | 70     | +1 volta       | 11      | 2     |
| 10                                                                       | 14 | Fernando Alonso  | Alpine-Renault        | 70     | +1 volta       | 19      | 1     |
| 11                                                                       | 77 | Valtteri Bottas  | Alfa Romeo-Ferrari    | 70     | +1 volta       | PL      |       |
| 12                                                                       | 23 | Alexander Albon  | Williams-Mercedes     | 70     | +1 volta       | 15      |       |
| 13                                                                       | 18 | Lance Stroll     | Aston Martin-Mercedes | 70     | +1 volta       | 12      |       |
| 14                                                                       | 24 | Guanyu Zhou      | Alfa Romeo-Ferrari    | 70     | +1 volta       | 13      |       |
| 15                                                                       | 10 | Pierre Gasly     | AlphaTauri-RBPT       | 70     | +1 volta2      | 14      |       |
| 16                                                                       | 22 | Yuki Tsunoda     | AlphaTauri-RBPT       | 70     | +1 volta       | 16      |       |
| 17                                                                       | 5  | Sebastian Vettel | Aston Martin-Mercedes | 70     | +1 volta3      | 14      |       |
| Ret                                                                      | 55 | Carlos Sainz Jr. | Ferrari               | 52     | Motor          | 1       |       |
| Ret                                                                      | 6  | Nicholas Latifi  | Williams-Mercedes     | 52     | Fons pla       | 10      |       |
| Ret                                                                      | 11 | Sergio Pérez     | Red Bull-RBPT         | 52     | Col·lisió      | 4       |       |
| Volta ràpida: — Max Verstappen (Red Bull-RBPT) – 1:07.275 (en el lap 62) |    |                  |                       |        |                |         |       |
| Font:                                                                    |    |                  |                       |        |                |         |       |

Notes
- ^1  – Inclòs punt extra per volta ràpida.
- ^2  – Pierre Gasly fou penalitzat per 5 segons per causar una col·lisió amb Sebastian Vettel.
- ^3  – Sebastian Vettel fou penalitzat per 5 segons per sobrepassar els límits de la pista.

## Classificació després de la cursa
| Pos. | Pilot            | Punts | Canvis     |
| ---- | ---------------- | ----- | ---------- |
| 1    | Max Verstappen   | 208   | =          |
| 2    | Charles Leclerc  | 170   | Augment    |
| 3    | Sergio Pérez     | 151   | Disminució |
| 4    | Carlos Sainz Jr. | 133   | =          |
| 5    | George Russell   | 128   | =          |

| Pos. | Equip            | Punts | Canvis |
| ---- | ---------------- | ----- | ------ |
| 1    | Red Bull-RBPT    | 359   | =      |
| 2    | Ferrari          | 303   | =      |
| 3    | Mercedes         | 237   | =      |
| 4    | McLaren-Mercedes | 81    | =      |
| 5    | Alpine-Renault   | 81    | =      |